# Jurij Grigorowicz
Jurij Nikołajewicz Grigorowicz (ros. Ю́рий Никола́евич Григоро́вич, ukr.  Юрій Миколайович Григорович Jurij Mykołajowycz Hryhorowycz; ur. 2 stycznia 1927 w Leningradzie, zm. 19 maja 2025 w Moskwie) – rosyjski tancerz i choreograf. 

## Życiorys
W 1946 ukończył leningradzką szkołę choreografii. W latach 1946–1961 był solistą leningradzkiego akademickiego teatru opery i baletu, a w latach 1962-1964 baletmistrzem w Teatrze Kirowskim. W latach 1964–1995 pełnił funkcję dyrektora artystycznego baletu Teatru Bolszoj w Moskwie. Był autorem widowiskowych przedstawień takich jak Spartakus (1968) czy Iwan Groźny (1975). Został uhonorowany tytułem Ludowego Artysty ZSRR (1973). Profesor Konserwatorium Sankt-Petersburskiego i Moskiewskiej Akademii Baletu.

## Odznaczenia i nagrody
- Order Świętego Andrzeja Apostoła Pierwszego Powołania (26 stycznia 2017)
- Medal Sierp i Młot Bohatera Pracy Socjalistycznej (31 grudnia 1986)
- Order Lenina (dwukrotnie - 25 maja 1976 i 31 grudnia 1986)
- Order „Za zasługi dla Ojczyzny” I klasy (17 grudnia 2011)
- Order „Za zasługi dla Ojczyzny” II klasy (27 lipca 2007)
- Order „Za zasługi dla Ojczyzny” III klasy (27 kwietnia 2002)
- Order Rewolucji Październikowej (7 sierpnia 1981)
- Nagroda Leninowska (1970)
- Nagroda Państwowa ZSRR (dwukrotnie - 1977 i 1985)
- Order Cyryla i Metodego (Bułgarska Republika Ludowa, 1977)
- Order Ludowej Republiki Bułgarii (1987)
- Order Franciszka Skaryny (Białoruś, 2007)
- Order Za Zasługi III klasy (Ukraina, 2004)
- Order Honoru (Armenia, 2009)